# Antonio Annetto Caruana
Pour les articles homonymes, voir Caruana.
Antonio Annetto Caruana (14 mai 1830 – 3 mars 1905), souvent cité sous le nom de A.A. Caruana, est un universitaire, bibliothécaire et archéologue maltais. Il est surtout connu pour ses recherches archéologiques et ses mesures de prévention du patrimoine archéologique maltais d'où il a gagné le surnom de « père de l'archéologie maltaise ».

## Biographie

### Jeunesse
Très jeune, il fait preuve de dons précoces en langues et littérature classique. Diplômé de théologie, il refuse de devenir prêtre pour épouser Maria Metropoli. Leur fils, John Caruana (1866-1923), est le grand-père de Peter Caruana Galizia, époux de la journaliste Daphne Caruana Galizia.

### Universitaire
Il réalise l'essentiel de sa carrière au sein de l'université de Malte, occupant de nombreux postes jusqu'à occuper la charge de recteur de 1887 à 1896.
En 1880, il est nommé conservateur de la Bibliothèque nationale de La Valette, poste qu'il occupe de 1880 à 1896, où il installa un petit muséum d'antiquité qui est à l'origine du Musée national d'archéologie de Malte.

### Archéologue
Il prend conscience du mauvais état des antiquités maltaises à la fin du XIXe siècle. Les sites ne sont pas préservés, ils sont fréquemment pillés et les pièces archéologiques sont le plus souvent dans des mains privées, quand elles n'ont pas été données à l’étranger, comme des inscriptions puniques offertes par le grand maître Emmanuel de Rohan-Polduc au roi de France Louis XVI. Notant ces problèmes dans un rapport officiel, Caruana demande aux autorités britanniques de mieux protéger les diverses trouvailles archéologiques de l'archipel.
La découverte de la Domus Romana en 1881 est en particulier pour lui l'occasion de faire prendre conscience au public et aux autorités de l'intérêt de préserver les sites.
En 1880, il est nommé à la tête de la commission pour la préservation et l'exploration des antiquités locales (Archaeological Explorations and Preservation of  Local Antiquities), fonction qu'il exerce jusqu'en 1896.
Mais le travail de Caruana reste très influencé par son éducation religieuse, dont la Bible est la principale référence historique. Il refuse par exemple de considérer une histoire maltaise antérieure aux Phéniciens.